# Luke and the Bomb Throwers
Luke and the Bomb Throwers er en amerikansk stumfilm fra 1916.

## Medvirkende
- Harold Lloyd - Luke
- Snub Pollard
- Bebe Daniels
- Billy Fay